# Dillstädt
Dillstädt település Németországban, azon belül Türingiában. Lakosainak száma 745 fő (2023. december 31.). Dillstädt Marisfeld, Rohr és Belrieth községekkel határos.

## Népesség
A település népességének változása:
| Lakosok száma | 770  | 781  | 755  | 741  | 745  |
|               | 2017 | 2019 | 2021 | 2022 | 2023 |